# 天鈿女命

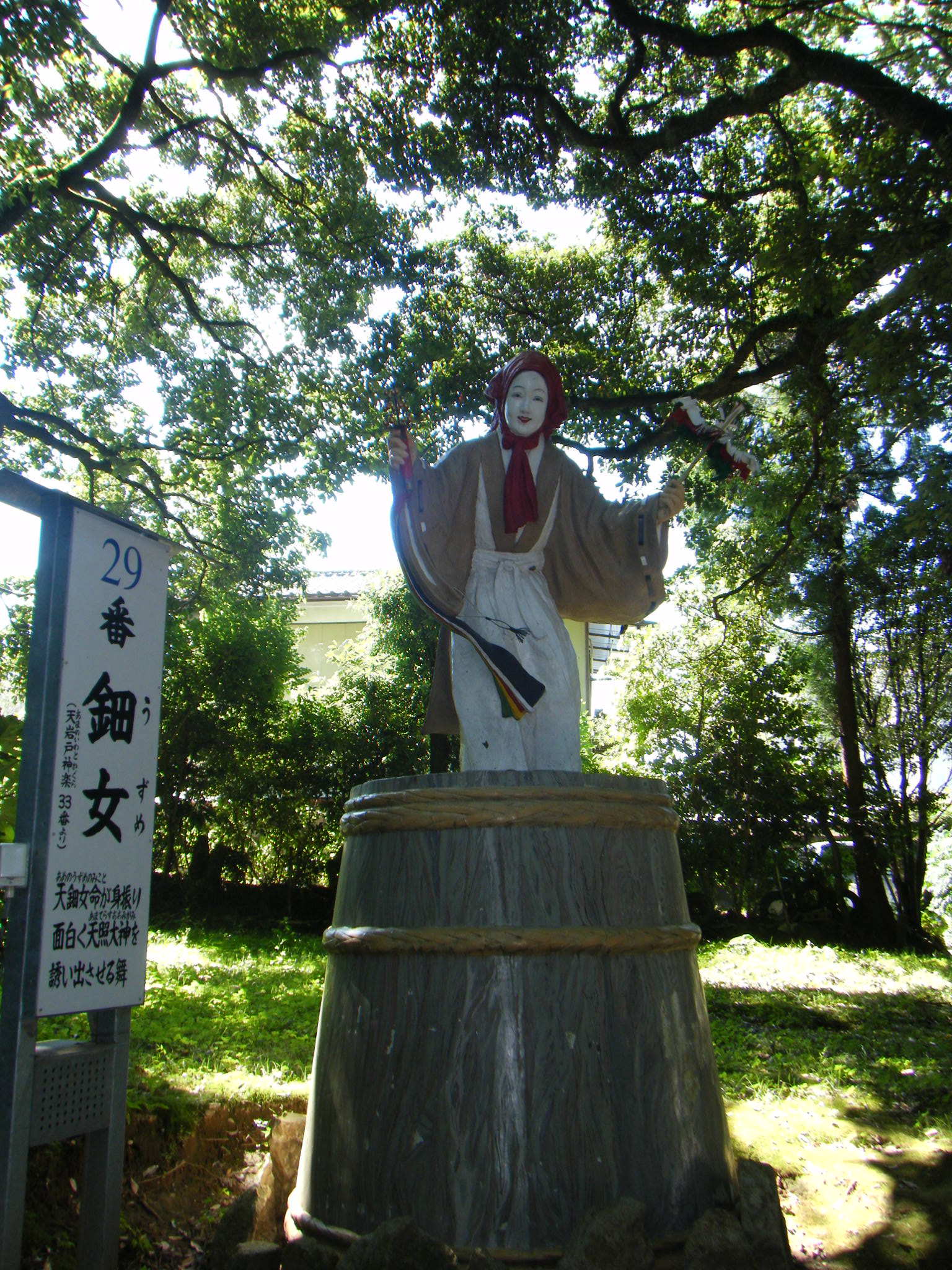
豎立在天岩戶神社東本宮的天鈿女命像

天鈿女命（あまのうずめ の みこと）為《日本書紀》裡的記述，《古事記》則記作天宇受賣命，她是日本神話裡出現的女神，別名為宮比神（ミヤビノカミ）、大宮能賣命（オホミヤノメノミコト）。

## 概要

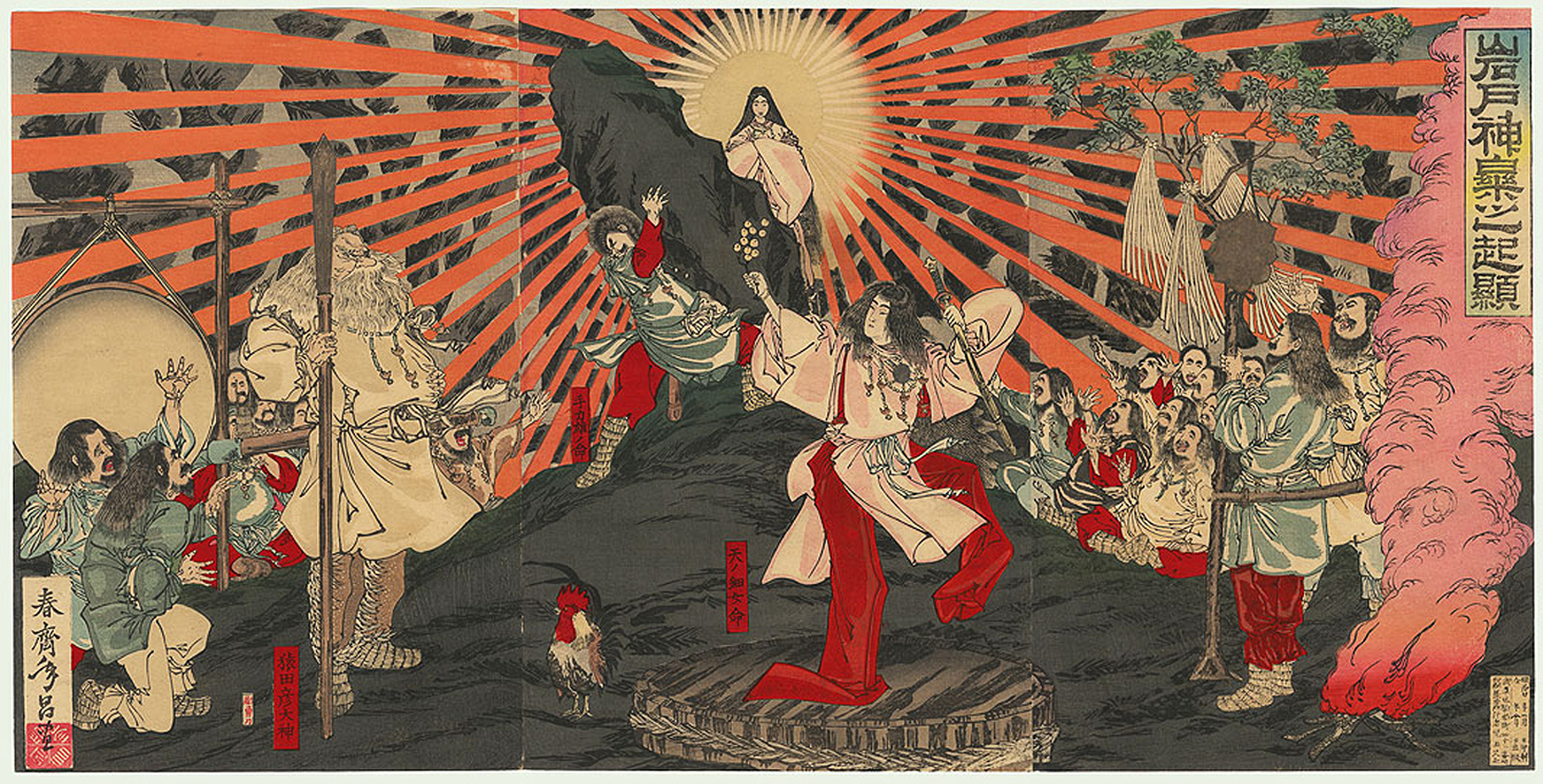
天照大神步出天岩戶的剎那

依據「天磐戶」的神話故事，由於素戔嗚尊胡作非為，气得天照大神躲入天磐戶，頓時世界陷入一片漆黑。八百萬神聚集在天安河邊共商，思兼神招來長鳴鳥在洞口長鳴；命天手力男神立於磐戶之側；命天兒屋命、布刀玉命挖掘天香山之五百箇真阪樹，上枝懸八阪瓊之五百箇御統、中枝懸八咫鏡、下枝懸青、白和幣；並命天鈿女命手持竹葉、站在倒放的桶子上跳舞。因為跳得太賣力，衣服鬆開半裸著身體，眾神看了哄堂大笑。天照大神聽到外頭戲謔嘻笑及舞蹈樂音，推開磐戶窺看，此時立於一旁的天手力男神一把拉住她，大地才重現光明。因此，天鈿女命被認為是日本舞蹈的起源，發展成祭祀活動用的神樂。
此外在「天孫降臨」的故事中，天照大神之孫天津彥彥火瓊瓊杵尊由天降臨葦原中國之際，天照大神命天兒屋命、布刀玉命、天鈿女命、伊斯許理度賣命、玉祖命等五位神祇陪伴在側。可是途中有個鼻長七咫、背高七尺餘、嘴巴和屁股閃著光芒、紅臉的怪異人物擋道，天鈿女命上前裸露胸部、大笑著問對方的來歷。對方開口說他名喚猿田彥（サルタヒコ），前來接引天孫到日向高千穗。而猿田彥和天鈿女命則抵前者之故鄉伊勢五十鈴川上，故天津彥彥火瓊瓊杵尊賜名猿女君；但另有一說天鈿女命後來嫁給了猿田彥，故得名「猿女君」。

## 解說
關於神名的「鈿女（ウズメ）」出現許多種解釋：《古語拾遺》認為與「強女（オズメ）」同義；《稜威道別》則解釋成「頭頂結成髮髻（ウズ）的女性」（亦即巫女之裝扮）。天鈿女命非但為猿女君、稗田氏的始祖，亦為其氏神。

## 信仰
供奉天鈿女命的神社主要有：
- 賣太神社（奈良縣大和郡山市）
- 千代神社（滋賀縣彦根市）
- 車折神社（京都市右京區）
- 生野神社（京都府福知山市）
- 椿大神社（三重縣鈴鹿市）
- 小古曾神社（三重縣四日市市小古曾町）
- 鈿女神社（長野縣北安曇郡松川村）
- 戶隱神社（長野縣長野市）
- 荒立神社（宮崎縣西臼杵郡高千穗町）

## 內部連結
- 猿田彥

## 外部連結
- （日語）天鈿女神（页面存档备份，存于）